# Coupe du Kazakhstan de football 2019
Navigation
Édition précédente Édition suivante
La Coupe du Kazakhstan 2019 est la 28e édition de la Coupe du Kazakhstan depuis l'indépendance du pays. Elle prend place du 19 mars au 6 octobre 2019.
Un total de 26 équipes prennent part à la compétition, incluant les douze équipes de la première division kazakhe auxquelles s'ajoutent huit clubs du deuxième échelon et quatre autres de la troisième division ainsi que deux équipes amateurs.
La compétition est remportée par le Kaysar Kyzylorda, qui remporte sa deuxième coupe nationale après celle de 1999 au détriment du FK Atyraou et se qualifie ainsi pour le deuxième tour de qualification de la Ligue Europa 2020-2021 ainsi que pour l'édition 2020 de la Supercoupe du Kazakhstan.

## Phase de groupes
Les quatorze équipes issues des divisions inférieures sont réparties en quatre groupes contenant trois à quatre clubs qui s'affrontent une fois, pour deux à trois matchs joués pour chaque. À l'issue de ces rencontres, les quatre premiers de groupe se qualifient pour les huitièmes de finale. Cette phase prend place entre le 19 et le 27 mars 2019.

### Groupe A
| Rang | Équipe                  | Pts | J | G | N | P | Bp | Bc | Diff |  | Résultats (▼ dom., ► ext.) | ALT | KYZ | EKI | ROU |
| ---- | ----------------------- | --- | - | - | - | - | -- | -- | ---- |  | -------------------------- | --- | --- | --- | --- |
| 1    | Altaï Öskemen (D2)      | 7   | 3 | 2 | 1 | 0 | 5  | 0  | +5   |  | Altaï Öskemen (D2)         |     |     | 1-0 | 4-0 |
| 2    | Kyzyljar Petropavl (D2) | 5   | 3 | 1 | 2 | 0 | 6  | 1  | +5   |  | Kyzyljar Petropavl (D2)    | 0-0 |     |     |     |
| 3    | FK Ekibastouz (D2)      | 4   | 3 | 1 | 1 | 1 | 3  | 2  | +1   |  | FK Ekibastouz (D2)         |     | 1-1 |     | 2-0 |
| 4    | FK Rouzaïevka (D3)      | 0   | 3 | 0 | 0 | 3 | 0  | 11 | -11  |  | FK Rouzaïevka (D3)         |     | 0-5 |     |     |

### Groupe B
| Rang | Équipe                  | Pts | J | G | N | P | Bp | Bc | Diff |  | Résultats (▼ dom., ► ext.) | AKA | SDI | ARY | DID |
| ---- | ----------------------- | --- | - | - | - | - | -- | -- | ---- |  | -------------------------- | --- | --- | --- | --- |
| 1    | Akademia Ontoustik (D2) | 9   | 3 | 3 | 0 | 0 | 10 | 0  | +10  |  | Akademia Ontoustik (D2)    |     |     | 6-0 |     |
| 2    | SDIouSChOR 8 (D3)       | 6   | 3 | 2 | 0 | 1 | 12 | 6  | +6   |  | SDIouSChOR 8 (D3)          | 0-2 |     |     | 8-1 |
| 3    | FK Arys (D3)            | 1   | 3 | 0 | 1 | 2 | 3  | 10 | -7   |  | FK Arys (D3)               |     | 3-4 |     | 0-0 |
| 4    | Didara Sydykbeka (A)    | 1   | 3 | 0 | 1 | 2 | 1  | 10 | -9   |  | Didara Sydykbeka (A)       | 0-2 |     |     |     |

### Groupe C
| Rang | Équipe              | Pts | J | G | N | P | Bp | Bc | Diff |  | Résultats (▼ dom., ► ext.) | AKS | KYR | IGI |
| ---- | ------------------- | --- | - | - | - | - | -- | -- | ---- |  | -------------------------- | --- | --- | --- |
| 1    | FK Aksou (D3)       | 3   | 2 | 1 | 0 | 1 | 4  | 3  | +1   |  | FK Aksou (D3)              |     | 3-1 |     |
| 2    | Kyran Chimkent (D2) | 3   | 2 | 1 | 0 | 1 | 4  | 4  | 0    |  | Kyran Chimkent (D2)        |     |     | 3-1 |
| 3    | FK Igilik (A)       | 3   | 2 | 1 | 0 | 1 | 3  | 4  | -1   |  | FK Igilik (A)              | 2-1 |     |     |

### Groupe D
| Rang | Équipe             | Pts | J | G | N | P | Bp | Bc | Diff |  | Résultats (▼ dom., ► ext.) | KAS | MAK | AKJ |
| ---- | ------------------ | --- | - | - | - | - | -- | -- | ---- |  | -------------------------- | --- | --- | --- |
| 1    | Kaspiy Aqtaw (D2)  | 4   | 2 | 1 | 1 | 0 | 1  | 0  | +1   |  | Kaspiy Aqtaw (D2)          |     | 1-0 |     |
| 2    | FK Maktaaral (D2)  | 3   | 2 | 1 | 0 | 1 | 2  | 2  | 0    |  | FK Maktaaral (D2)          |     |     | 2-1 |
| 3    | Akjaïyk Oural (D2) | 1   | 2 | 0 | 1 | 1 | 1  | 2  | -1   |  | Akjaïyk Oural (D2)         | 0-0 |     |     |

## Huitièmes de finale
Les rencontres de ce tour sont jouées le 10 avril 2019. Les équipes de la première division font leur entrée à ce stade.
| Date          | Club                    | Score                  | Club                       |
| ------------- | ----------------------- | ---------------------- | -------------------------- |
| 10 avril 2019 | Akademia Ontoustik (D2) | 1 - 2 ap               | (D1) Kaysar Kyzylorda      |
| 10 avril 2019 | FK Aktobe (D1)          | 3 - 3 ap (1 - 3 tab)   | (D1) Irtych Pavlodar       |
| 10 avril 2019 | Okjetpes Kökşetaw (D1)  | 0 - 1                  | (D1) Ordabasy Chimkent     |
| 10 avril 2019 | Altaï Öskemen (D2)      | 1 - 1 ap (15 - 14 tab) | (D1) FK Astana             |
| 10 avril 2019 | Kaspiy Aqtaw (D2)       | 1 - 1 ap (5 - 6 tab)   | (D1) Kaïrat Almaty         |
| 10 avril 2019 | FK Aksou (D3)           | 0 - 3                  | (D1) Tobol Kostanaï        |
| 10 avril 2019 | FK Taraz (D1)           | 2 - 0                  | (D1) Chakhtior Karagandy   |
| 10 avril 2019 | FK Atyraou (D1)         | 1 - 0                  | (D1) Jetyssou Taldykourgan |

## Quarts de finale
Les rencontres de ce tour sont jouées le 8 mai 2019.
| Date       | Club                 | Score                | Club                   |
| ---------- | -------------------- | -------------------- | ---------------------- |
| 8 mai 2019 | Altaï Öskemen (D2)   | 1 - 1 ap (1 - 3 tab) | (D1) FK Atyraou        |
| 8 mai 2019 | FK Taraz (D1)        | 0 - 1                | (D1) Ordabasy Chimkent |
| 8 mai 2019 | Irtych Pavlodar (D1) | 1 - 2                | (D1) Kaysar Kyzylorda  |
| 8 mai 2019 | Kaïrat Almaty (D1)   | 1 - 5                | (D1) Tobol Kostanaï    |

## Demi-finales
Les demi-finales sont disputés sous la forme de confrontations en deux manches, les matchs aller étant joués le 22 mai et les matchs retour le 19 juin 2019.
| Club                   | Score  | Club                  | Aller | Retour |
| ---------------------- | ------ | --------------------- | ----- | ------ |
| Tobol Kostanaï (D1)    | 2 - 3  | (D1) Kaysar Kyzylorda | 1 - 0 | 1 - 3  |
| Ordabasy Chimkent (D1) | 1 - 1E | (D1) FK Atyraou       | 1 - 1 | 0 - 0  |

## Finale
Le FK Atyraou connaît sa quatrième finale de coupe depuis 2009, la troisième d'affilée après 2017 et 2018, tandis que le Kaysar Kyzylorda dispute sa troisième finale après celles de 1998 et 1999. Se tenant en échec 1-1 à l'issue du temps réglementaire, c'est finalement le Kaysar qui sort vainqueur de cette confrontation, inscrivant un but dans les dernières minutes de la prolongation pour s'adjuger la deuxième coupe nationale de son histoire, tandis qu'Atyraou subit son troisième revers consécutif à ce stade.
| ·                |                           |        |
| Titulaires :     |                           |        |
|                  |                           |        |
| 1                | Aleksandr Grigorenko (en) |        |
| 13               | Ilias Amirseïtov (ru)     | 86e    |
| 55               | Ivan Graf (en)            |        |
| 33               | Abdel Lamanje (en)        |        |
| 22               | Aleksandr Marochkin (en)  |        |
| 85               | Clarence Bitang (en)      | 84e    |
| 24               | Joshua John               | 72e    |
| 10               | Douman Narzildaïev (ru)   |        |
| 8                | Askhat Tagybergen         |        |
| 11               | Tigran Barseghyan         | 120+4e |
| 18               | Richard Kule              |        |
|                  |                           |        |
| Remplaçants :    |                           |        |
| 77               | André Bukia               | 72e    |
| 78               | Igor Ziankovitch (en)     | 84e    |
| 20               | Ivan Sadovnitchi (en)     | 86e    |
| 5                | Mark Gorman (en)          | 120+4e |
|                  |                           |        |
| Entraîneur :     |                           |        |
| Stoycho Mladenov |                           |        |

| ·                  |                         |          |
| Titulaires :       |                         |          |
|                    |                         |          |
| 33                 | Antun Marković (en)     |          |
| 77                 | Eldar Abdrakhmanov      | 90+3e    |
| 5                  | Rizvan Ablitarov        |          |
| 4                  | Mikhaïl Gabychev        | 74e      |
| 27                 | Andreï Chabaïev         |          |
| 18                 | Kouanych Kalmouratov    |          |
| 21                 | Jacques Ngwem (en)      |          |
| 8                  | Rafaïl Oslanov          |          |
| 11                 | Alex Bruno              |          |
| 99                 | Islamnur Abdulavov (en) | 51e      |
| 10                 | Piotr Grzelczak (en)    |          |
|                    |                         |          |
| Remplaçants :      |                         |          |
| 22                 | Rinat Djoumatov         | 51e      |
| 6                  | Boubacar Mansaly        | 74e 113e |
| 19                 | Aïbolat Makouov         | 90+3e    |
| 96                 | Ivan Antipov            | 113e     |
|                    |                         |          |
| Entraîneur :       |                         |          |
| Kouanych Kabdoulov |                         |          |

| ·                |                           |        |
| Titulaires :     |                           |        |
|                  |                           |        |
| 1                | Aleksandr Grigorenko (en) |        |
| 13               | Ilias Amirseïtov (ru)     | 86e    |
| 55               | Ivan Graf (en)            |        |
| 33               | Abdel Lamanje (en)        |        |
| 22               | Aleksandr Marochkin (en)  |        |
| 85               | Clarence Bitang (en)      | 84e    |
| 24               | Joshua John               | 72e    |
| 10               | Douman Narzildaïev (ru)   |        |
| 8                | Askhat Tagybergen         |        |
| 11               | Tigran Barseghyan         | 120+4e |
| 18               | Richard Kule              |        |
|                  |                           |        |
| Remplaçants :    |                           |        |
| 77               | André Bukia               | 72e    |
| 78               | Igor Ziankovitch (en)     | 84e    |
| 20               | Ivan Sadovnitchi (en)     | 86e    |
| 5                | Mark Gorman (en)          | 120+4e |
|                  |                           |        |
| Entraîneur :     |                           |        |
| Stoycho Mladenov |                           |        |

| ·                  |                         |          |
| Titulaires :       |                         |          |
|                    |                         |          |
| 33                 | Antun Marković (en)     |          |
| 77                 | Eldar Abdrakhmanov      | 90+3e    |
| 5                  | Rizvan Ablitarov        |          |
| 4                  | Mikhaïl Gabychev        | 74e      |
| 27                 | Andreï Chabaïev         |          |
| 18                 | Kouanych Kalmouratov    |          |
| 21                 | Jacques Ngwem (en)      |          |
| 8                  | Rafaïl Oslanov          |          |
| 11                 | Alex Bruno              |          |
| 99                 | Islamnur Abdulavov (en) | 51e      |
| 10                 | Piotr Grzelczak (en)    |          |
|                    |                         |          |
| Remplaçants :      |                         |          |
| 22                 | Rinat Djoumatov         | 51e      |
| 6                  | Boubacar Mansaly        | 74e 113e |
| 19                 | Aïbolat Makouov         | 90+3e    |
| 96                 | Ivan Antipov            | 113e     |
|                    |                         |          |
| Entraîneur :       |                         |          |
| Kouanych Kabdoulov |                         |          |